# Craugastor chrysozetetes
Craugastor chrysozetetes är en groddjursart som först beskrevs av McCranie, Savage och Wilson 1989.  Craugastor chrysozetetes ingår i släktet Craugastor och familjen Craugastoridae. IUCN kategoriserar arten globalt som utdöd. Inga underarter finns listade i Catalogue of Life.